# Hermann Ley (Organist)
Hermann Peter Ley (* 12. Juli 1845 in Apenrade; † 28. November 1930 in Lübeck) war ein deutscher Organist, Chorleiter und Komponist.

## Leben
Hermann Ley war der Sohn eines Lehrers und Organisten. Von 1864 bis 1867 studierte er am  Leipziger Konservatorium, unter anderem bei Moritz Hauptmann, Ernst Friedrich Richter, Louis Plaidy, Robert Papperitz, Carl Reinecke und Franz Brendel. 1869 fand er seine erste Stelle als Organist der Garnisonsgottesdienste in der Kapelle von Schloss Gottorf. Noch im selben Jahr ging er nach Kiel als Organist an die Heiligengeistkirche. 1875 wurde er als Nachfolger von Karl Friedrich Johannes Brinkmann zum Organisten am Lübecker Dom berufen. Diese Stelle versah er für fast 50 Jahre, bis er zum 1. April 1922 in den Ruhestand ging. Sein Nachfolger, wegen der Zeitumstände allerdings nur im Nebenamt, wurde Wilhelm Stahl. 1880 gründete Ley einen Gesangverein für a-cappella-Gesang, der aber nur kurze Zeit bestand.
Während seiner Amtszeit bekam der Dom 1893 eine komplett neue Orgel mit 64 Registern der Firma Walcker hinter der barocken Fassade von Arp Schnitger von 1696/99. Von der Arp-Schnitger-Orgel blieb lediglich der Spieltisch erhalten, der später ins St.-Annen-Museum kam. Ley nutzte die neue Orgel für zahlreiche Konzerte und Orgelvorträge; dabei bevorzugte er zeitgenössische belgische und französische Orgelmusik sowie Transkriptionen von Orchesterwerken. Die damals hochgelobte moderne Walcker-Orgel mit ihrem spätromantischen Klangideal verbrannte beim Luftangriff auf Lübeck 1942. Aufgrund seiner eigenen Erfahrungen stand Ley der Orgelbewegung kritisch gegenüber und verteidigte noch als 80-jähriger gegen Hans Henny Jahnn in der Zeitschrift für Instrumentenbau die spätromantische moderne Orgel.

## Werke
- Ave Maria für Sopran und Orgel.
- A. Hippolyte Chelard: Ouverture zur Oper "Macbeth" für Clavier zu vier Händen übertragen. München: Laibl 1893
- Elegien für Trompete und Orgel, op. 12. 1911
- Ach Gott vom Himmel sieh darein: Motette zur vierhundertjährigen Reformationsfeier 1917. (für dreistimmigen Frauenchor)

Digitalisat des Autographs, Stadtbibliothek Lübeck
- Zwei Motetten für vierstimmigen Frauenchor: 1. Bist du der, der kommen soll. Zum dritten Advent. 2. Freuet euch in dem Herrn. Zum vierten Advent.

Digitalisat des Autographs, Stadtbibliothek Lübeck
- Zwei Orgelstücke: Op. 14 Fantasie über "God save the king". Lübeck: Adolph Berens [1920?]

### Schriften
- Die große Orgel im Dom zu Lübeck: erbaut im Jahre 1893 von E. F. Walcker und Cie in Ludwigsburg. Lübeck: Borchers 1893
- Über Orgeln, Orgelspiel und Orgelbau: vermischte Reiseskizzen. In: Zeitschrift für Instrumentenbau 21 (1900/1901), S. 196
- Die Totentanzorgel in der St. Marienkirche zu Lübeck. In: Zeitschrift für Instrumentenbau 27 (1906/07), S. 280–282
- Für die moderne Orgel. In: Zeitschrift für Instrumentenbau 45 (1924)
- Zum Kapitel "Gegen die moderne Orgel", In: Zeitschrift für Instrumentenbau 45 (1925), S. 332–333.